# Хронология Религиозных войн во Франции
Эпоха Религиозных войн во Франции охватывает период с 1560 по 1598 годы. Из этих тридцати восьми лет военные действия продолжались двадцать три года, чередуясь с периодами относительного внутреннего мира.

## Предыстория конфликта
- 24 апреля 1558 года: король Франции Генрих II женил своего наследника на Марии Шотландской. Усиление влияния при дворе братьев Гизов, племянницей которых была Мария.
- 3 апреля 1559 года: Като-Камбрезийский мир закончил Итальянские войны.
- 2 июня 1559 года: Экуанский эдикт Генриха II, направленный на искоренение "ереси".
- 30 июня 1559 года: на турнире в Париже король Генрих II был смертельно ранен. О его смерти объявили 10 июля.
- 23 декабря 1559: казнь советника Парижского парламента Анна Дюбура за критику религиозной политики Генриха II.
- 17 марта 1560: Амбуазский заговор. Отряд протестантских дворян попытался захватить Амбуаз, где находился король, но потерпел неудачу. 52 дворянина были после этого обезглавлены. В организации заговора подозревали двух принцев-гугенотов из семьи Бурбонов, Людовика Конде и Антуана Вандомского, но это осталось недоказанным.
- 21 августа 1560: созыв ассамблеи нотаблей в Фонтенбло. Ассамблея постановила прекратить преследования гугенотов; начало веротерпимой политики короны.
- 31 октября 1560: арест принца Конде. Под давлением Гизов его приговорили к смерти за заговор и мятеж; казнь должна была состояться 10 декабря, в день открытия Генеральных штатов.
- 5 декабря 1560: умер король Франциск II. Его преемником стал его младший брат Карл IX, реальная власть сосредотачивается в руках королевы-матери. Та возвышает Бурбонов в пику Гизам: Конде получает свободу, Антуан Вандомский - пост генерального наместника королевства.
- Сентябрь 1561: прения в Пуасси.
- Октябрь 1561: попытка Гизов похитить наследника престола Генриха.
- 17 января 1562: Сен-Жерменский эдикт предоставил гугенотам ограниченную свободу вероисповедания (впервые).

## Первая война
- 1 марта 1562: резня в Васси.
- 18 марта 1562: Гизы заняли королевскую резиденцию в Фонтенбло. Вынужденный союз с ними королевы-матери.
- 2 апреля 1562: войска Конде заняли Орлеан. Начало Первой гугенотской войны.
- 20 сентября 1562: Конде заключил договор с Елизаветой Английской в Гемптон-Корте. Он получает шеститысячный корпус в обмен на Гавр, который Елизавета хочет позднее обменять на Кале.
- 20 октября 1562: католики взяли Руан.
- 17 ноября 1562: Антуан де Бурбон умер от раны, полученной под Руаном. Его девятилетний сын Генрих Наваррский стал третьим в очереди наследников престола (после двух братьев Карла IX).
- 19 декабря 1562: битва при Дрё. Франсуа де Гиз разбил и взял в плен Конде, но Монморанси тоже оказался в плену, а маршал Сент-Андре погиб.
- 4 февраля 1563: Гиз осадил Орлеан.
- 18 февраля 1563: агент Колиньи Польтро де Мере смертельно ранил Франсуа де Гиза (тот умер 24 февраля).
- 19 марта 1563: Амбуазский мир, подтвердивший условия Сен-Жерменского эдикта.
- 23 июля 1563: католики и гугеноты совместно взяли Гавр, удерживавшийся английским гарнизоном.
- 17 августа 1563: объявление короля Карла IX совершеннолетним.
- Март 1564 - май 1566: путешествие королевской семьи по Франции.
- 15 июня 1565: встреча в Байонне (королевы-матери и герцога Альбы).
- Февраль 1566: Муленский устав.

## Вторая война
- 28 сентября 1567: сюрприз в Мо.
- 29 сентября 1567: Мишелада.
- 7 октября 1567: Конде и Колиньи отвергли королевское требование о разоружении. Началась Вторая гугенотская война.
- 10 ноября 1567: победа католиков при Сен-Дени.
- 12 ноября 1567: умер коннетабль Монморанси, раненый в сражении.
- 23 марта 1568: мир в Лонжюмо.

## Третья война
- Сентябрь 1568: все руководители гугенотской партии (Конде, Колиньи, Жанна д’Альбре) собрались в Ла-Рошели.
- Сент-Морская декларация короны поставила все религии, кроме католической, вне закона. началась Третья гугенотская война.
- 12 марта 1569: сражение при Жарнаке. Армия католиков под номинальным командованием герцога Анжуйского разбила гугенотов. Конде погиб, Колиньи возглавил гугенотскую партию при номинальном главенстве 15-летнего Генриха Наваррского.
- 7 мая 1569: умер Франсуа д'Андело.
- 25 июня 1569: сражение при Ла-Рош-л'Абель (победа гугенотов).
- 24 сентября 1569: сражение при Монконтуре. Вторая победа Генриха Анжуйского над гугенотами.
- 27 июня 1570: сражение при д'Орне-ле-Дюк. Победа протестантов.
- 8 августа 1570: Сен-Жерменский мир. Расширение свободы вероисповедания для гугенотов, передача им четырёх крепостей.
- Апрель 1571: Синод принцев в Ла-Рошели.
- 12 сентября 1571: Колиньи прибыл ко двору.
- 9 июня 1572: смерть Жанны д'Альбре.
- 18 августа 1572: бракосочетание Генриха Наваррского и Маргариты Французской.

## Четвёртая война
- 24 августа 1572: Варфоломеевская ночь.
- 22 сентября 1572: Генрих Наваррский принимает католичество.
- 11 февраля - 6 июля 1573: безуспешная осада Ла-Рошели католиками.
- 11 мая 1573: избрание Генриха Анжуйского королём Речи Посполитой.
- 11 июля 1573: Булонский эдикт подтвердил основные положения Амбуазского мира 1563 года. Гугеноты юга его не признали.
- 24 августа: капитуляция протестантского Сансерра.

## Пятая война
- 30 мая 1574: смерть Карла IX.
- 26 июня 1574: казнь графа Монтгомери в Париже.
- 6 сентября 1574: возвращение во Францию Генриха Анжуйского, ставшего королём Генрихом III.
- 15 сентября 1575: бегство брата короля, Франсуа Алансонского, который возглавляет армию «недовольных».
- 10 октября 1575: сражение при Дормане (победа католиков).
- 6 мая 1576: Эдикт в Болье ("Мир Месье"). Король признал суверенитет Гугенотской конфедерации на юге страны. Генеральные штаты отказались этот эдикт ратифицировать.

## Шестая война
- Декабрь 1576: создание Католической лиги.

## Седьмая война
- 27 апреля 1578: дуэль миньонов.

## Восьмая война
- 10 июня 1584: смерть Франсуа Алансонского. Генрих Наваррский стал наследником французского престола.
- 20 октября 1587: Битва при Кутра. Генрих Наваррский разгромил католиков.
- 5 марта 1588: смерть принца Конде.
- 12 мая 1588: День баррикад.
- 16 октября 1588: начало работы Генеральных штатов в Блуа.
- 23 декабря 1588: убийство Генриха де Гиза по приказу короля Генриха III.
- 1 августа 1589: убийство Генриха III.
- Сентябрь 1589: битва при Арке.
- 14 марта 1590: битва при Иври.
- 4 июля 1591: Мантский эдикт.
- 25 июля 1593: Генрих IV принимает католичество.
- 30 апреля 1598: Нантский эдикт.
- 2 мая 1598: Вервенский мир с Испанией.